# Eva Czemerys
Eva Czemerys (Monaco di Baviera, 1940) è un'attrice tedesca naturalizzata italiana.

## Biografia
Eva Czemerys nacque a Monaco di Baviera da genitori di origini russe, e già ad un anno si trasferì in Italia a Roma. Qui studiò recitazione e nel 1971 esordì come protagonista del film di Nello Rossati Bella di giorno moglie di notte. In seguito recitò, a volte in ruoli di protagonista, in numerosi film di genere, dal poliziesco al giallo alla commedia erotica. Si ritirò a metà degli anni ottanta per dedicarsi al volontariato.

## Filmografia
- Bella di giorno moglie di notte, regia di Nello Rossati (1971)
- Cristiana monaca indemoniata, regia di Sergio Bergonzelli (1972)
- L'arma l'ora il movente, regia di Francesco Mazzei (1972)
- Poppea... una prostituta al servizio dell'impero, regia di Alfonso Brescia (1972)
- Hochzeitsnacht-Report, regia di Hubert Frank (1972)
- All'onorevole piacciono le donne, regia di Lucio Fulci (1972)
- La gatta in calore, regia di Nello Rossati (1972)
- Diario segreto da un carcere femminile, regia di Rino Di Silvestro (1973)
- 24 ore... non un minuto di più, regia di Franco Bottari (1973)
- Una vita lunga un giorno, regia di Ferdinando Baldi (1973)
- Giochi di società, regia di José Luis Merino (1974)
- L'assassino ha riservato nove poltrone, regia di Giuseppe Bennati (1974)
- Il figlio della sepolta viva, regia di Luciano Ercoli (1974)
- Morbosità, regia di Luigi Russo (1974)
- Roma drogata la polizia non può intervenire, regia di Lucio Marcaccini (1975)
- Sedici anni, regia di Tiziano Longo (1975)
- Perché si uccide un magistrato, regia di Damiano Damiani (1976)
- Fuga dal Bronx, regia di Enzo G. Castellari (1983)
- Il calore sotto la pelle, regia di Gérard Kikoïne (1985)